# Klácelka
Klácelka je název pro jeskyni a zároveň pískovcový blok nalézající se v okrese Mělník po levé straně údolí říčky Liběchovky v katastru města Liběchova necelý kilometr jižně od centra obce Želízy. Reliéfy, které zpodobňují zvířata z bajky, české hrdiny a trpaslíky, vytvořil ve 40. letech 19. století sochař Václav Levý

## Reliéfy
Jeskyně Klácelka je přístupná zdobeným portálem, podél stěn jsou kamenné lavice a na stěnách jeskyně se nalézají reliéfy od sochaře Václava Levého zpodobňující zvířecí postavy na základě bajky Ferina lišák tehdejšího spisovatele F. M. Klácela, v postavách jsou symboly lidských slabostí.
Prostor před jeskyní se nazývá Blaník. U vchodu jsou vytesány reliéfy husitských vůdců Jana Žižky a Prokopa Holého, vůdce blanického vojska Zdeňka Zásmuckého, spící blanické vojsko a postavy trpaslíků kovajících pro ně zbraně. Na blízké skalce je vytesán kalich.
Reliéfy jsou již značně poškozeny povětrnostními vlivy a nekázní návštěvníků.
Klácelka je volně přístupná po modré turistické značce vedoucí po okruhu z Liběchova přes Želízy a Tupadly okolo dalšího díla Václava Levého, Čertovy hlavy nad Želízemi. 2,5 km severozápadně od Želíz jsou také Levého reliéfy Harfenice a Had.

## Fotogalerie

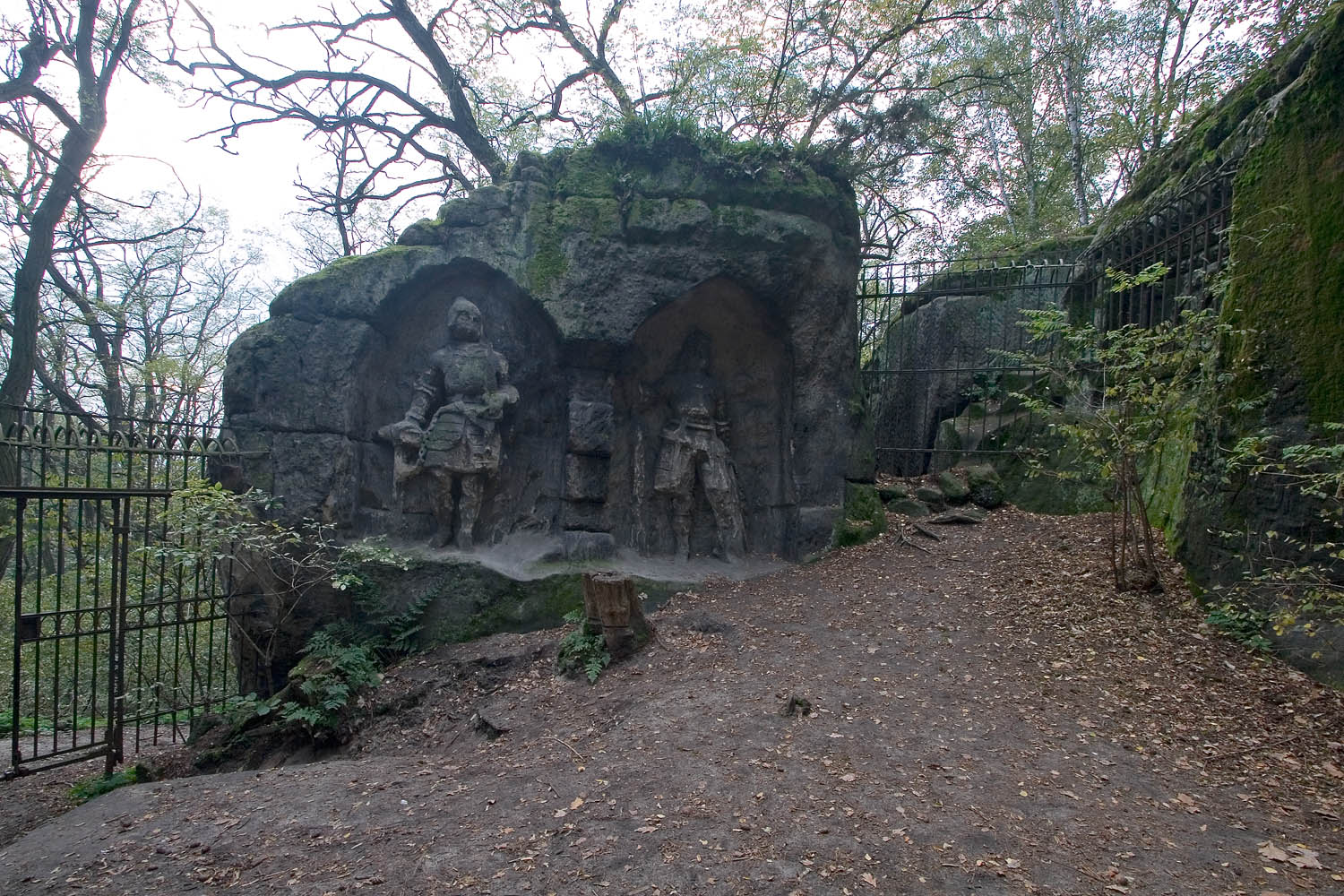
Jan Žižka a Prokop Holý
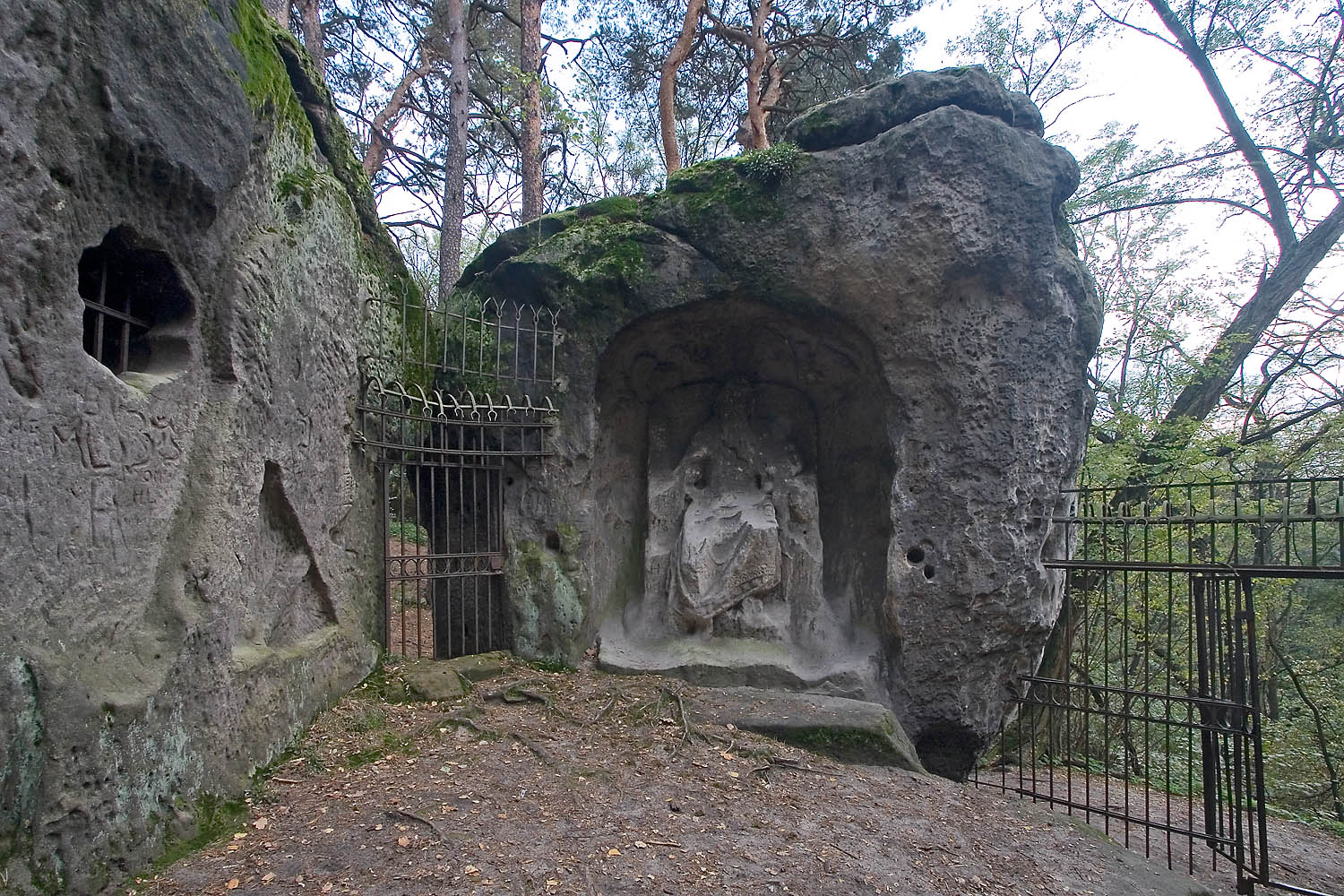
Zdeněk Zásmucký
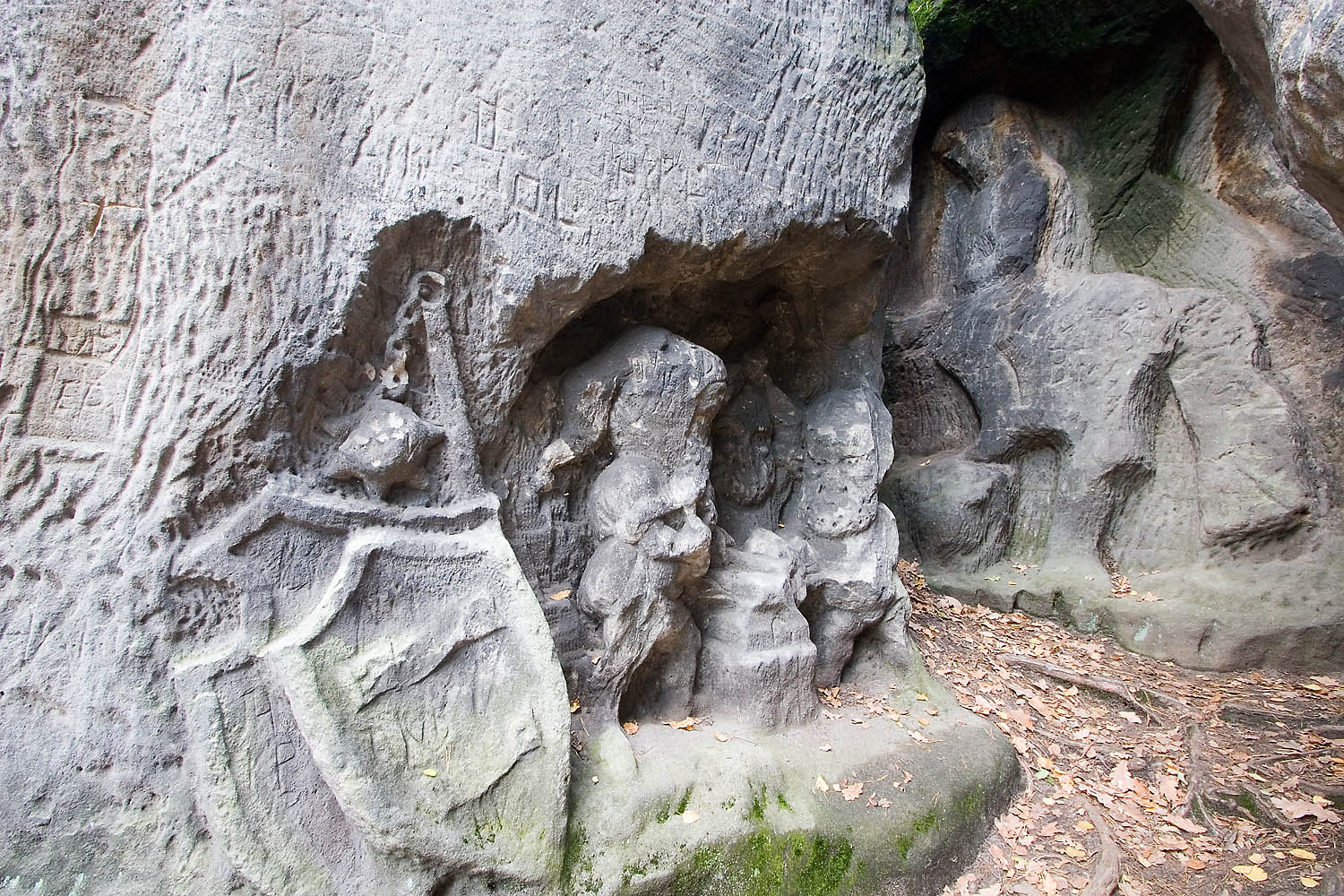
Trpaslíci kují zbraně
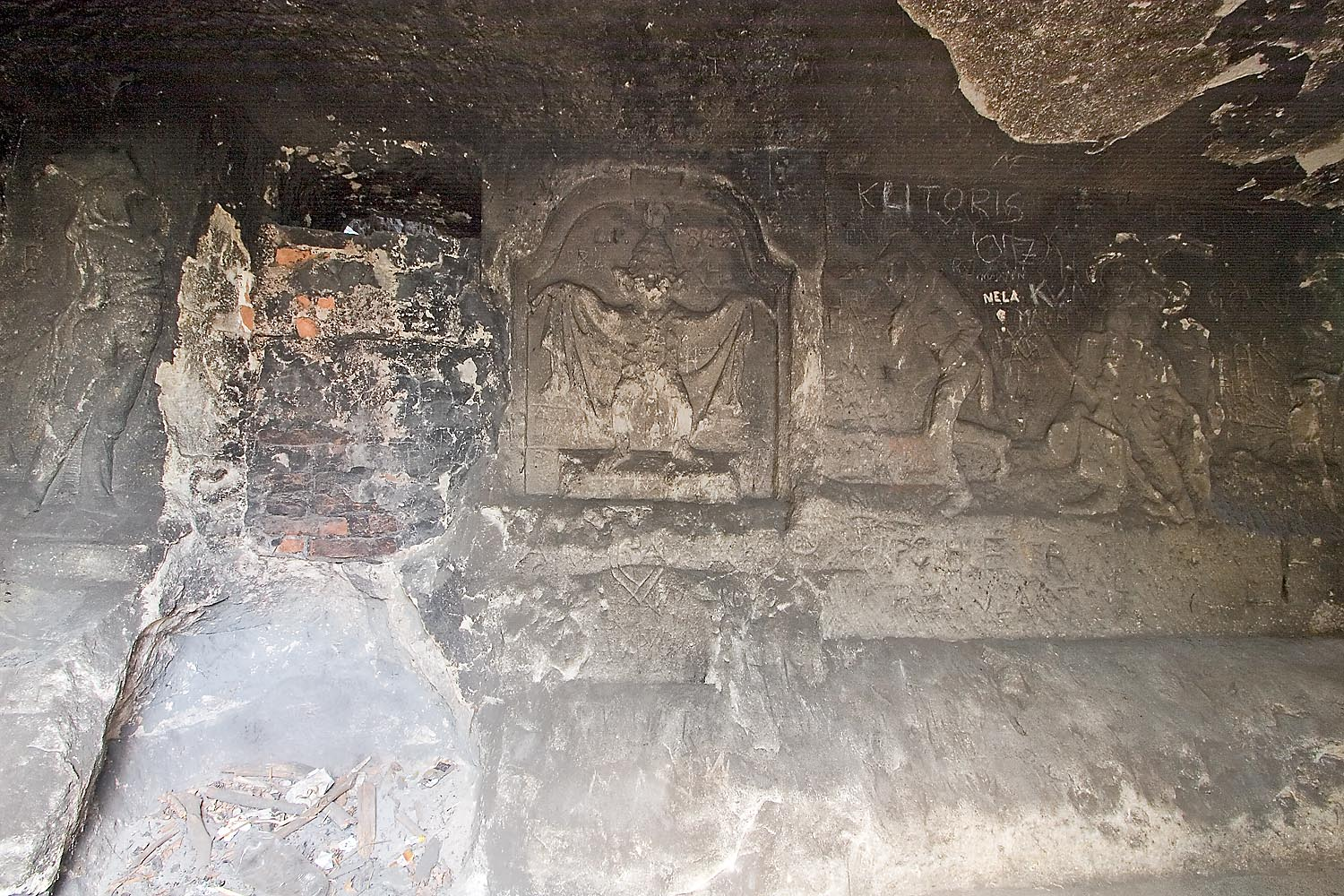
Netopýr z Klácelovy bajky